# Campionati del mondo di ciclismo su strada 1965
I Campionati del mondo di ciclismo su strada 1965 si disputarono a Lasarte-Oria in Spagna dal 31 agosto al 5 settembre 1965.
Furono assegnati quattro titoli:
- Prova in linea femminile, gara di 51,900 km
- Prova in linea maschile Dilettanti, gara di 171,900 km
- Cronometro a squadre maschile Dilettanti, gara di 100 km
- Prova in linea maschile Professionisti, gara di 267,000 km

## Storia
L'edizione del 1965, la prima organizzata in Spagna, vide le importanti débâcle di Rik Van Looy e Jacques Anquetil, che in quella stagione aveva puntato tutto sulla corsa iridata. L'Italia, privata pochi giorni prima della gara dei due capitani Vittorio Adorni e Felice Gimondi, si ritrovò impreparata. Il titolo fu assegnato con una volata a due tra il britannico Tom Simpson e il tedesco Rudi Altig, unici di una lunga fuga a resistere in testa alla corsa, che vide vittorioso il primo. Su settantaquattro corridori partiti, cinquantasei conclusero la prova.
Il titolo in linea dilettanti fu vinto dal francese Jacques Botherel, mentre la nella cronometro a squadre confermò il titolo l'Italia. Tra le donne prima vittoria della Germania dell'Est con Elfriede Eichholz.

## Medagliere
| Pos.   | Nazione          | Oro | Argento | Bronzo | Totale |
| ------ | ---------------- | --- | ------- | ------ | ------ |
| 1      | Italia           | 1   | 0       | 1      | 2      |
| 1      | Francia          | 1   | 0       | 1      | 2      |
| 3      | Regno Unito      | 1   | 0       | 0      | 1      |
| 3      | Germania Est     | 1   | 0       | 0      | 1      |
| 5      | Spagna           | 0   | 2       | 0      | 2      |
| 6      | Belgio           | 0   | 1       | 1      | 2      |
| 7      | Germania Ovest   | 0   | 1       | 0      | 1      |
| 8      | Unione Sovietica | 0   | 0       | 1      | 1      |
| Totale | Totale           | 4   | 4       | 4      | 12     |

## Sommario degli eventi
| Eventi                        | Oro                                     | Tempo                      | Argento                                 | Tempo | Bronzo                                             | Tempo   |
| Uomini Professionisti         |                                         |                            |                                         |       |                                                    |         |
| Gara in linea dettagli        | Tom Simpson Regno Unito                 | 6h39'19" Media 40,178 km/h | Rudi Altig Germania Ovest               | s.t.  | Roger Swerts Belgio                                | a 3'40" |
| Uomini Dilettanti             |                                         |                            |                                         |       |                                                    |         |
| Gara in linea dettagli        | Jacques Botherel Francia                | 4h12'52"                   | José Manuel Lasa Spagna                 | ?     | Battista Monti Italia                              | ?       |
| Cronometro a squadre dettagli | Italia Denti, Dalla Bona, Guerra, Soldi | ?                          | Spagna Arrey, Rodríguez, Lasa, Perurena | ?     | Francia Desvages, Swertvaeger, Heintz, Lechatelier | ?       |
| Donne                         |                                         |                            |                                         |       |                                                    |         |
| Gara in linea dettagli        | Elfriede Eichholz Germania Est          | ?                          | Yvonne Reynders Belgio                  | ?     | Aino Puronen Unione Sovietica                      | ?       |